# Континентальный той-спаниель
Континентальный той-спаниель — порода собак. В зависимости от положения ушей выделяют две разновидности — папильон (папийон) и фален.

## Внешний вид
Порода отличается малыми размерами, часто меньше 4 кг, иногда 2—3,5 кг, рост 20—28 см.
Голова маленькая, с закруглённым черепом. Переход от выпуклого лба к морде резко выражен. Морда почти острая. Мочка носа чёрная. Глаза круглые, тёмные, выражение живое. Губы тонкие, сомкнутые. Прикус ножницеобразный. Уши высоко посажены (напоминают крылья бабочки) или полустоячие, обязательно с бахромой длинных слегка свисающих шерстинок (9—11 см). За такие уши порода и получила своё название, так как по-французски «папильон или папийон» — бабочка.
Шея сухая, высоко поставленная. Грудь довольно глубокая, несколько плоская с боков. Спина прямая. Живот слегка подтянут. Передние и задние конечности довольно короткие, прямые и параллельные с хорошо выраженными углами сочленений. Хвост длинный, закинут на спину, как у белки, опушён длинной густой шерстью.
Общий шёрстный покров довольно длинный, шелковистый. Шерсть считается не аллергенной. На морде и на наружной стороне конечностей шерсть короткая, задние стороны ног, так называемые «штаны», покрыты красивой украшающей шерстью. Между пальцами ног растет достаточно длинная шерсть, которую необходимо коротко оформлять. Когти также требуют регулярной подрезки.
Хорошо поддаются дрессировке. Занимают 8 место по интеллекту в общем породном рейтинге собак и 2 место среди декоративных пород (после пуделя).
Окрас папийонов белый с пятнами различного цвета. Допускаются пятна любого цвета, кроме голубого. Также признан чёрно-подпалый окрас. Не допускается чисто белый окрас, а также белые уши, белая морда, но белый цвет всегда должен преобладать в любом окрасе. Оптимальным считается, когда на морде собаки отчётливо просматривается белая прожилка (проточина), а пятна по бокам от неё симметричны.
Выделяют три основные вида окраса, характерные для породы — чёрно-белый, бело-соболиный и триколор (сочетание соболиного, чёрного и белого). 
Заводчиками больше всего ценятся двухцветные собаки. А простые любители животных часто предпочитают окрас триколор.
Так как папийон является спаниелем, то этой породе также характерны «веснушки» (крап) на морде и лапах. Их наличие или отсутствие допускается в равной степени.
Стандарт породы определяет две разновидности: папильон/папийон (фр. papillon — бабочка) — со стоячими ушами; и фален — (фр. phalène — мотылёк) — с опущенными вниз ушами. 
Также есть две весовые категории: 1,5—2,5 кг (кобели и суки) и 2,5—4,5 кг — кобели, 2,5—5 кг — суки.

## Здоровье
Континентальный той-спаниель довольно здоровая порода. Наиболее часто в породе встречаются такие проблемы со здоровьем, как подвывих коленной чашечки и прогрессирующая атрофия сетчатки (PRA).